# 加奈日記
《加奈日記》是石見翔子以四格漫畫形式發表的日本漫畫作品，連載于芳文社《Manga Time Kirara MAX》2007年6月號至2013年12月号（2011年5月号至2012年3月号停止連載），《Manga Time Kirara》和《Manga Time Kirara Carat》也有客串刊載。單行本全6本。
2009年，由feel.製作對漫畫進行動畫改編，並在同年7月至9月在東京電視系播放。

## 劇情簡介
祖母逝世後，無家可歸的中學一年級少女中町加奈在偶然的情況下進入了風新新聞專賣所，開始了在那裡的生活和工作。

## 登場角色

### 風新新聞專賣所
中町加奈（聲優：豐崎愛生）
本作的主角。中學1年級學生。身高146cm，體重47kg。自小父母雙亡的她一直與祖母相依為命，但是祖母的突然逝世使她無家可歸。獨自一人出走後，偶然看到風新新聞專賣所的招聘廣告，於是開始加入專賣所工作和生活。由於不會騎自行車，不能負責太多報紙配送，所以也同時負責專賣所的膳食。
天然呆，經常會誤會周圍別人的意思。也常進行天馬行空不切實際的臆想。覺醒S和百合屬性後經常玩弄美華。
跟美華一樣不懂游泳，兩人曾相約一起練習，但不成事。
害怕狗隻。
天野咲妃（聲優：水原薫）
專賣所的社長代理，一般被簡稱為「代理」。加奈就讀的中學併設的百日紅小學校的2年級學生。與其小學生年齡極不相符地對專業知識十分掌握，態度也很冷傲。不過為了經銷策略，她在學校時則表現得溫柔可愛以爭取業務的擴張，在學校很具人氣。是專賣所內唯一比較嚴肅的人，對於下屬的過錯會嚴厲批評和懲罰。
東日向（聲優：喜多村英梨）
專賣所員工。金錢執著狂，經常參加賭博（如賽馬）和投資。連續多次參加高考落榜的學生。是專賣所內思維比較正常的人，很照顧加奈。和咲妃也很合得來。對吃雜草很有心得。
北岡優芽（聲優：廣橋涼）
專賣所員工。常被稱為。性格開朗活潑。相信聖誕老人存在。和有紀的關係特別好。是一名專科生，夢想可以成為法式料理師。加奈到來之前負責眾人的膳食，但是她做出來的菜都異常的甜，因為都加了許多糖。她在蔬菜上的細工雕刻技術很高。與優希為同性伴侶。
南優希（聲優：遠藤綾）
專賣所員工。常被稱為。百合屬性。平時沉著冷靜，但是對於與優芽相關的事情緒卻很容易波動，對優芽有著超乎理性的執著和渴望，會妒忌和優芽扯上關係的其他任何人。
西田遙（聲優：堀江由衣）
專賣所員工。眼鏡娘。研究發酵的大學生。酒女，連在白天都可以喝醉。有蘿莉控的傾向，喜歡「限定在7～15歲的少女」。經常偷襲加奈和咲妃，但是一般都會被其他人制止。

### 加奈的同學
久地院美華（聲優：釘宮理惠）
花日新聞專賣所（風新新聞的最大競爭對手）的員工。原本就讀於都內的貴族學校——都內私立中學（動畫版為白薔薇學園），但是她的家庭因破產而變賣房屋，沒能力再供她上貴族學校，因而轉學到加奈的學校，與加奈同班。身高148cm。典型的傲嬌性格，說起話來目中無人。喜歡加奈。
在確認報紙配送路線時與加奈首次相遇，此後送報時也經常碰到。
跟加奈一樣不懂游泳，兩人曾相約一起練習，但不成事。
動畫版設定：家裡以前也養過一隻狗，後來也因破產而贈送了別人，自此覺得不可能與狗再做好朋友。
直（聲優：大原桃子）
樂於看加奈和美華自爆。
文（聲優：大坂有未佳）
常識人。有一個自稱要將加奈和美華納入後宮的小學生弟弟。

## 單行本
《加奈日記》是石見翔子以四格漫畫形式發表的日本漫畫作品，連載于芳文社《Manga Time Kirara MAX》2007年6月號至2013年12月号（2011年5月号至2012年3月号停止連載），《Manga Time Kirara》和《Manga Time Kirara Carat》也有客串刊載。全6冊單行本於2008年8月27日至2013年11月27日發售，並歸類為芳文社《Manga Time KR Comics》叢書系列；台灣由青文出版社於2011年2月21日至2014年4月16日出版3冊。
| 冊數 | 芳文社         | 芳文社                 | 青文出版社    | 青文出版社             |
| 冊數 | 發售日期       | ISBN                   | 出版日期      | ISBN                   |
| ---- | -------------- | ---------------------- | ------------- | ---------------------- |
| 1    | 2008年8月27日  | ISBN 978-4-8322-7725-0 | 2011年2月21日 | ISBN 978-986-256-558-2 |
| 2    | 2009年3月26日  | ISBN 978-4-8322-7791-5 | 2011年6月24日 | ISBN 978-986-256-833-0 |
| 3    | 2009年9月26日  | ISBN 978-4-8322-7844-8 | 2014年4月16日 | ISBN 978-986-310-268-7 |
| 4    | 2010年11月27日 | ISBN 978-4-8322-7960-5 |               |                        |
| 5    | 2012年12月26日 | ISBN 978-4-8322-4242-5 |               |                        |
| 6    | 2013年11月27日 | ISBN 978-4-8322-4371-2 |               |                        |

## 電視動畫
2009年7月起，在東京電視台系列播放電視動畫。

### 製作人員
- 原作：石見翔子（連載於芳文社《Manga Time Kirara MAX》）
- 監督：高柳滋仁
- 系列構成：中瀨理香
- 人物設定：立田真一
- 輔助人物設定：枡田邦彰
- 服裝設定：藤井結
- 動畫製作：鈴木豪
- 美術監督：高橋久嘉
- 色彩設計：佐藤直子
- 攝影監督：近藤靖尚
- 音響監督：岩浪美和
- 音樂：橋本由香利
- 製片人：山中隆弘、
- 企劃協力、製作：GANSIS
- 動畫製作：feel.
- 製作：風新新聞専売所[10]

### 主題曲
片頭曲
歌：中町加奈（聲：豐崎愛生）、天野咲紀（聲：水原薫）、久地院美華（聲：釘宮理恵）
作詞：橋本由香利&TOMBOW；作曲、編曲：橋本由香利
片尾曲「YAHHO!!」
（第1—12話）
（第13話）
歌：堀江由衣
作詞、作曲：堀江由衣；編曲：大川茂伸
插入曲（第12話）
歌：高橋美佳子
作詞：島崎藤村；作曲：大中寅二

### 各話標題
| 話數   | 日文標題 | 中譯                   | 编剧       | 分鏡         | 演出         | 作畫監督                   | 總作畫監督               | ENDCARD  |
| ------ | -------- | ---------------------- | ---------- | ------------ | ------------ | -------------------------- | ------------------------ | -------- |
| 第1話  |          | 第一次的，孤單一人     | 中瀨理香   | 高柳滋仁     | 高柳滋仁     | 立田真一                   | -                        | 未影     |
| 第2話  |          | 第一次的，送報紙       | 橫手美智子 | 高柳滋仁     | 津田尚克     | 佐藤元昭                   | 枡田邦彰                 | Suka     |
| 第3話  |          | 第一次的，微笑         | 加茂靖子   | 大脊戶聰     | 大脊戶聰     | 氏家嘉宏                   | 鈴木豪                   | 真田一輝 |
| 第4話  |          | 第一次的，泳池         | 中瀨理香   | 井上茜       | 井上茜       | 丸山隆                     | 枡田邦彰                 | ☆画野朗  |
| 第5話  |          | 第一次的，大家一起洗澡 | 橫手美智子 | みなみはるか | みなみはるか | 清水祐實                   | 鈴木豪                   | 異識     |
| 第6話  |          | 第一次的，恐怖故事     | 中瀨理香   | 山崎光惠     | 山崎光惠     | 川島勝                     | 立田真一                 | 三田直槻 |
| 第7話  |          | 第一次的，迎接         | 橫手美智子 | 津田尚克     | 津田尚克     | 小島智加                   | 枡田邦彰                 | 玄铁绚   |
| 第8話  |          | 第一次的，回憶往事     | 加茂靖子   | 成田歲法     | 增田誠治     | 伊東克修                   | 立田真一                 | kakifly  |
| 第9話  |          | 第一次的，減肥？       | 加茂靖子   | 宫崎渚       | 菜香幸       | 佐藤元昭 氏家嘉宏          | 鈴木豪 枡田邦彰 立田真一 | 藤枝雅   |
| 第10話 |          | 第一次的，心意         | 中瀨理香   | 井上茜       | 井上茜       | 川島勝 小菅洋              | 枡田邦彰 鈴木豪          | Eretto   |
| 第11話 |          | 第一次的，照看病人     | 橫手美智子 | 及川啟       | 津田尚克     | 下川壽士 丸山隆            | 立田真一                 | 七尾奈留 |
| 第12話 |          | 第一次的，那人         | 中瀨理香   | 宫崎渚       | 大脊戶聰     | 伊東克修 佐藤元昭 小島智加 | 鈴木豪                   | 伊東雜音 |
| 第13話 |          | 然後，第一次的…        | 中瀨理香   | 高柳滋仁     | 井上茜       | 小菅洋 緒方浩美 川島勝     | 枡田邦彰                 | 石見翔子 |

### 播放電視台
日本深夜動畫：下文記載的日本国内播放時間使用日本標準時間（UTC+9）表示。因為部分時間标识會採用30小时制，因此請留意这类超过24:00的时间，其實際播放時間為翌日清晨。
| 播放地域     | 電視台       | 播放期間                | 播放時間                            |
| ------------ | ------------ | ----------------------- | ----------------------------------- |
| 關東廣域圈   | 東京電視台   | 2009年7月5日 - 9月27日  | 星期日 25時30分 - 26時00分          |
| 福岡縣       | TVQ九州放送  | 2009年7月6日 - 9月28日  | 星期一 26時53分 - 27時23分          |
| 大阪府       | 大阪電視台   | 2009年7月7日 - 9月29日  | 星期二 26時05分 - 26時35分          |
| 愛知縣       | 愛知電視台   | 2009年7月8日 - 9月30日  | 星期三 25時28分 - 25時58分          |
| 岡山、香川縣 | 瀨戶內電視台 | 2009年7月9日 - 10月1日  | 星期四 25時58分 - 26時28分          |
| 北海道       | 北海道電視台 | 2009年7月10日 - 10月2日 | 星期五 26時00分 - 26時30分          |
| 日本全國     | AT-X         | 2009年7月11日 - 10月3日 | 星期六 8時30分 - 9時00分 （有重播） |
| 鹿兒島縣     | 鹿兒島電視台 | 2010年1月4日 - 11月26日 | 星期一 26時30分 - 27時00分          |

### 相關商品
音樂CD
- 主題歌（2009年8月5日發售）
- 主題歌《YAHHO!!》（2009年8月26日發售）
- 原聲音樂和插入歌（2009年9月9日發售）

DVD
| 卷數 | 發售日期      | 收錄話數 | 初回限定版 | 通常版    |
| ---- | ------------- | -------- | ---------- | --------- |
|      | 2009年10月7日 | 1～3話   | KIBA-91697 | KIBA-1697 |
|      | 2009年11月6日 | 4～6話   | KIBA-91698 | KIBA-1698 |
|      | 2009年12月9日 | 7～9話   | KIBA-91699 | KIBA-1699 |
|      | 2010年1月6日  | 10～11話 | KIBA-91700 | KIBA-1700 |
|      | 2010年2月10日 | 12～13話 | KIBA-91701 | KIBA-1701 |

## 外部連結
- StarChild：加奈日記（页面存档备份，存于）（日語）
- 東京電視台 加奈日記（页面存档备份，存于）（日語）